# Karsanjärvi
Karsanjärvi är en sjö i kommunen Lapinlax i landskapet Norra Savolax i Finland. Sjön ligger 110 meter över havet. Den är 11,72 meter djup. Arean är 1,21 kvadratkilometer och strandlinjen är 8,16 kilometer lång. Sjön  ingår i Vuoksens huvudavrinningsområde.   Den ligger omkring 56 kilometer norr om Kuopio och omkring 390 kilometer norr om Helsingfors. 